# Mokra (Wrocław)

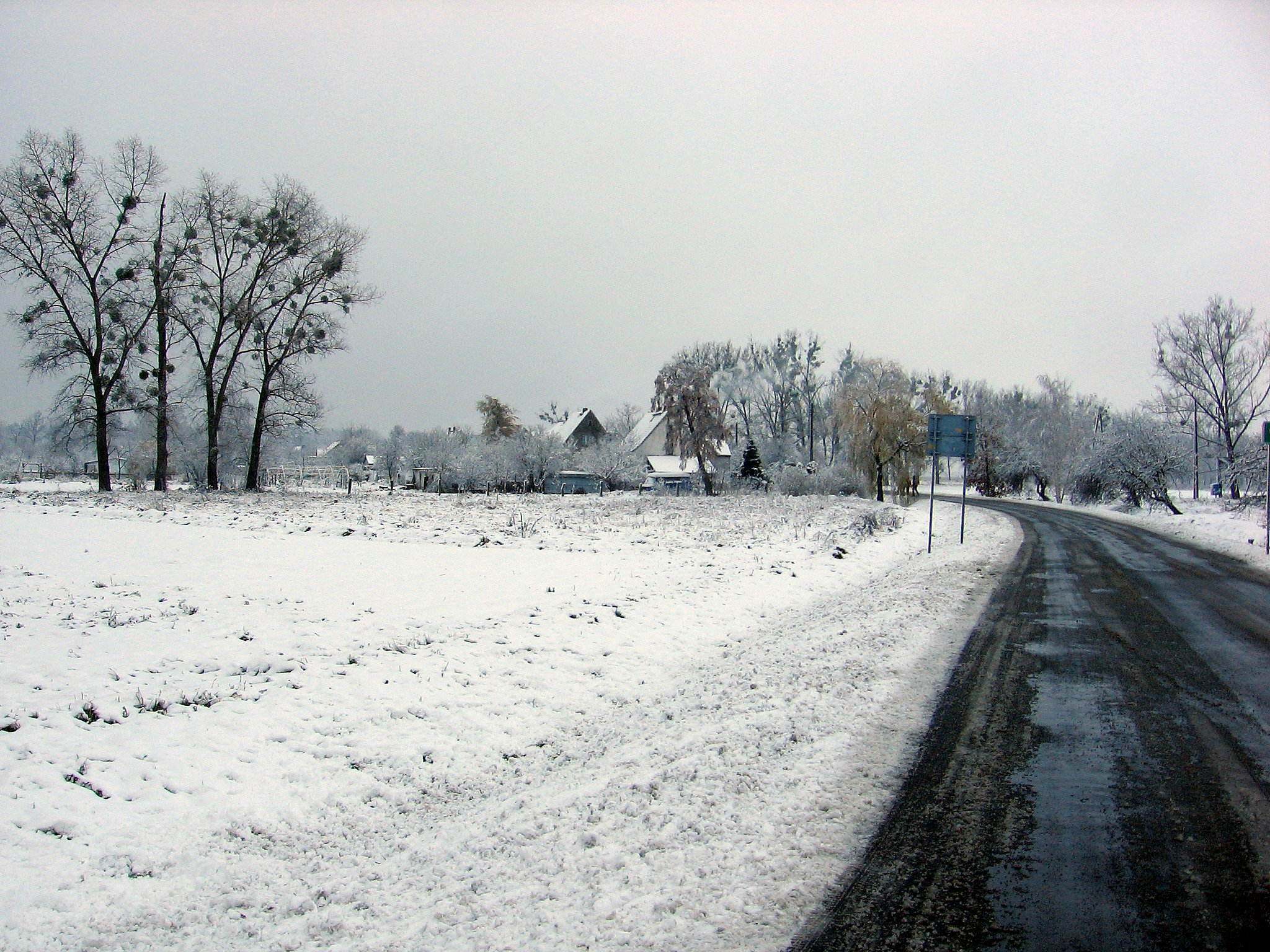
Mokra widziana z ul. Wińskiej

Mokra (niem. Muckerau) – peryferyjne osiedle w północno-zachodniej części Wrocławia, administracyjnie część osiedla Leśnica. W granicach miasta od 1 stycznia 1973.

## Nazwa
W księdze łacińskiej Liber fundationis episcopatus Vratislaviensis (pol. Księga uposażeń biskupstwa wrocławskiego) spisanej za czasów biskupa Henryka z Wierzbna w latach 1295–1305 miejscowość wymieniona jest w zlatynizowanej formie Mocre we fragmencie Mocre est nova plantacio.

## Historia
Graniczy z wsią Żurawiniec oraz przysiółkiem Krzęcin - częścią wsi Wilkszyn. Położone wzdłuż ulicy Wińskiej (droga wylotowa z Leśnicy do Brzeziny i Brzezinki Średzkiej), obejmuje prócz kilku peryferyjnych uliczek i śladów średniowiecznego grodziska – największy spośród lasów znajdujących się w granicach Wrocławia, łęgowy i grądowy Las Mokrzański, przez który przepływa zbierający wodę z łąk wokół Mokrej strumień Łękawica (dopływ Bystrzycy).
Wieś w 1289 roku lokowana na prawie niemieckim. W 1337 własność rycerska licząca w 1353 roku 50 łanów (według współczesnych miar – około 900 hektarów).
Pod koniec wieku XVIII znajdował się tu dwór i folwark, a wieś liczyła 108 mieszkańców, w połowie XIX w 130. Na początku XX wieku na skraju Mokrej, przy dzisiejszej ulicy Polkowickiej (niem. Am-Wasserturm-Straße), wzniesiono wieżę ciśnień dla pobliskiej Leśnicy.